# Zeche Gottessegen (Essen)
Die Zeche Gottessegen in Essen-Kupferdreh ist ein ehemaliges Steinkohlenbergwerk. Die Zeche war auch unter dem Namen Zeche Gottes Segen bekannt.

## Bergwerksgeschichte
Bereits vor dem Jahr 1800 war das Bergwerk in Betrieb. Im Jahr 1804 wurde ein Stollen vorgetrieben. In den Jahren 1809, 1811, 1815 und 1820 wurde Abbau betrieben. Im Jahr 1811 war ein Förderschacht in Betrieb, der Schacht hatte eine Teufe von 18,5 Lachtern. Ab dem Jahr 1823 war das Bergwerk außer Betrieb, die Außerbetriebnahme dauerte vermutlich bis zum Jahr 1856. Am 3. Februar des Jahres 1837 wurde ein Geviertfeld mit vier Flözen verliehen. Anfang des Jahres 1856 wurde die Zeche wieder in Betrieb genommen und es wurde Abbau betrieben. Das Grubenfeld wurde durch den Prinz-Friedrich-Stollen gelöst. Am 30. März des Jahres 1858 wurde ein Beilehn verliehen. In den Jahren 1860 bis 1872 war das Bergwerk in Betrieb. Im Jahr 1872 kam es zur Konsolidation zur Zeche Prinz Friedrich.

## Förderung und Belegschaft
Die ersten Belegschaftszahlen sind für das Jahr 1820 benannt, in diesem Jahr waren fünf Bergleute auf der Zeche beschäftigt. Die ersten Förderzahlen sind für das Jahr 1861 benannt, in diesem Jahr wurden mit sechs Bergleuten 7177 preußische Tonnen Steinkohle gefördert. Im Jahr 1867 wurden mit neun Bergleuten 24.500 Scheffel Steinkohle gefördert. Die maximale Förderung der Zeche wurde im Jahr 1871 mit sechs Bergleuten erbracht, es wurden 1646 Tonnen Steinkohle gefördert. Die letzten bekannten Förder- und Belegschaftszahlen des Bergwerks stammen aus dem Jahr 1872, in diesem Jahr wurden mit sechs Bergleuten 1215 Tonnen Steinkohle gefördert.